# Edwin Linkomies
Edwin Johan Hildegard Linkomies, till 1928 Flinck, född 22 december 1894 i Viborg, död 8 september 1963 i Helsingfors, var en finländsk vetenskapsman och politiker (Samlingspartiet). Han var far till Sinikka Linkomies-Pohjala.

## Biografi
Linkomies var statsminister under fortsättningskrigets slutskede; hans regering tillträdde i ett försök att inför fiendemakterna försiktigt visa att man politiskt orienterade sig bort från Tyskland. Regeringen var liksom föregångaren en bred koalition, men lämnade till skillnad från den föregående regeringen nu Fosterländska folkrörelsen utanför. Hans regering avgick snart efter att Risto Ryti hade lämnat presidentposten för Gustaf Mannerheim, av i princip samma skäl: för att kunna sluta fred med de allierade måste man få in en ny statsledning. I krigsansvarighetsprocessen 1946 dömdes han till 5 ½ års fängelse; hans bitterhet över detta framkom i de postumt utgivna memoarerna.
Linkomies var professor i romersk litteratur vid Helsingfors universitet och blev på 1950-talet även universitetets rektor och senare kansler.
Han är begravd på Sandudds begravningsplats i Helsingfors.

## Utmärkelser
- Kommendörstecknet av Finlands Vita Ros’ orden,  1932[7]
- Kommendör av Italienska kronorden,  1938[7]
- Storkors av Rumänska kronorden,  1941[7]
- Kommendörstecknet av I klass av Heliga Lammets orden,  1942[7]
- Storkors med helig krona av Kungariket Ungerns förtjänstorden,  1943[7]
- Storkorset av Finlands Vita Ros’ orden,  1944[7]
- Frihetskorsets 1. klass med kraschan,  1944[7]
- Storkors av Fenixorden[7]

[Redigera Wikidata]